# جیمی ریگان
جیمی ریگان (۱۸۸۸–۱۹۷۵) بوکسور آمریکایی بود که در تاریخ ۲۹ ژانویه ۱۹۰۹، در یک مسابقه که دوازده دور به طول انجامید به مصاف جیمی والش رفت و عنوان قهرمانی جهان در وزن بنتام‌وید را در سالن دریم‌لند رینگ در شهر سانفرانسیسکو، به‌دست‌آورد. او تنها یک ماه بعد، در تاریخ ۲۲ فوریه ۱۹۰۹، در یک مسابقه که بیست دور طول کشید به مصاف مونته آتل رفت و عنوان خود را در سالن مییشن استریت آرنا در سانفرانسیسکو از دست داد. جک دیویس مدیر اصلی ریگان بود. ریگان در طول دوران حرفه‌ای خود، با نلسون بتلینگ، پیناتس سینکلر، ویلی ریچی، جو ریورز و قهرمان آن زمان سبک‌وزن یعنی بنی لئونارد مبارزه کرد.

## دوران قبل از قهرمانی
تاریخ تولد جیمی ریگان تأیید نشده است. روزنامه «عصر استاندارد» در اکتبر ۱۹۱۰ اعلام کرد که ریگان ۲۱ ساله است. در حالی که «خبرگزاری سالت لِیک» در فوریه ۱۹۱۱ گزارش داد که او ۲۳ ساله است. با وجود تضاد میان این منابع، او به احتمال زیاد در سال ۱۸۸۸ به دنیا آمده است. او یک دو رگه ایرلندی و ایتالیایی بود. پدر او ایرلندی و مادرش از آمریکایی‌های ایتالیایی‌تبار بود. او در اواخر ۱۹۰۷ در منطقه اوکلند، کالیفرنیا، مبارزات حرفه‌ای خود را آغاز کرد و در سال بعد، تقریباً در تمام نُه مبارزه اول خود پیروز شد. او عمدتاً مسابقات را در چهار یا شش دور به پایان می‌رساند.
در ۱۶ ژوئیه ۱۹۰۸، ریگان مبارزه‌ای را به ویلی ریچی در باشگاه ورزشی «ریلاینس» در اوکلند، کالیفرنیا، واگذار کرد. او این مبارزه را با تصمیم داوران در دور ششم از دست داد. ریچی یکی از برجسته‌ترین حریفانی بود که ریگان در اوایل دوران حرفه‌ای خود با او روبه‌رو شد و از ۱۹۱۲ تا ۱۹۱۴ عنوان قهرمانی جهان در دسته سبک‌وزن را در اختیار داشت.
او برای اولین بار در ۳۰ نوامبر ۱۹۰۸ با بوکسوری به نام مونته آتل مساوی کرد. این مبارزه در اوکلند برگزار شد و پانزده دور طول کشید.

## قهرمان وزن بنتام‌وید جهان

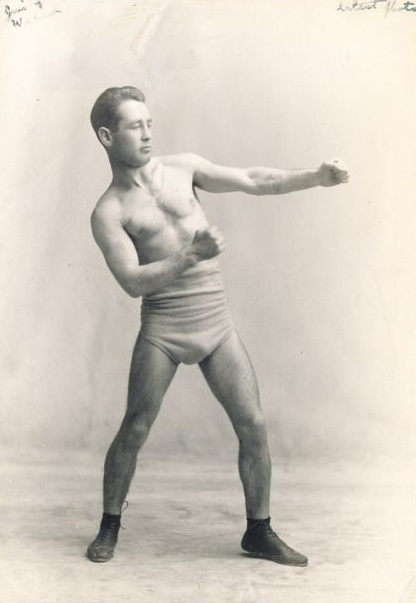
قهرمان وزن بنتام‌وید جهان، جیمی والش

در ۲۹ ژانویه ۱۹۰۹، ریگان در سالن «دریم‌لند رینک» در سانفرانسیسکو با جیمی والش برای کسب عنوان قهرمانی جهان در وزن بنتام‌وید در یک مسابقه که دوازده دور به طول انجامید، روبه‌رو شد. طبق گزارش «اوکلند تریبون» ریگان در همه دورهای این مبارزه از والش پیش بوده است و کسب عنوان قهرمانی به سادگی برایش در دسترس بوده است.
حتی جو وودمن، مدیر برنامه‌های والش نیز، اعتراف کرد که والش در هشت دور از دوازده دور شکست خورده است. والش به خاطر فرم مبارزه و نبوغ خود شناخته شده بود، اما ریگان به عنوان یک مبارز به شدت تهاجمی، ضربات بیشتری وارد کرد و در دورهای پایانی ابتکار عمل را به دست گرفت. سه روز پس از کسب عنوان قهرمانی وزن بنتام‌وید جهان، ریگان برای نمایش در یک سالن محلی با حقوق ۲۵۰ دلار در هفته، که مبلغ قابل توجهی در آن دوران بود، قرارداد بست.

## از دست دادن عنوان قهرمانی وزن بنتام‌وید
در تاریخ ۲۲ فوریه ۱۹۰۹، او در یک مسابقه هیجان‌انگیز بیست راندی برای عنوان قهرمانی وزن بنتام‌وید در سالن مسابقات خیابان میسیون در سان فرانسیسکو به مونته آتل باخت. در شش دور اول، مبارزه بسیار نزدیک بود و آتل در دورهای ابتدایی چهار بار به زمین افتاد. ریگان در دور هشتم دو بار به زمین افتاد و حتی یک بار در شمارش داور آن هم در ثانیه نهم از جای خود برخاست. ریگان آتل را با ضربه‌ای به فک در آخرین ثانیه‌های دور ششم به زمین انداخت، آتل، اگرچه از ضربه گیج شده بود، اما به بازی برگشت و مبارزه را ادامه داد. به گفته «اوکلند تریبون»، آتل از دور هشتم تا بیستم تمامی دورها را پیشتاز بود. در تاریخ ۸ اوت ۱۹۰۹، ریگان پس از چهار مسابقه‌ای که در برابر آتل واگذار کرده بود سرانجام عنوان قهرمانی خود را به او واگذار کرد.